# Nati nel 1978/Ottobre
| Questa pagina contiene informazioni ricavate automaticamente dalle voci biografiche con l'ausilio del template Bio e di un bot. L'aggiornamento è periodico e automatico e ricostruisce completamente la pagina. Se manca una persona in questa lista, sei pregato di non aggiungerla, ma accertati piuttosto che la sua voce biografica contenga il template Bio e che i dati anagrafici siano correttamente compilati. Se il template Bio manca, inseriscilo tu stesso o, in alternativa, metti l'avviso {{tmp\|Bio}} che ne segnala la mancanza. Se i dati riportati sono sbagliati, correggi direttamente la voce biografica; le modifiche saranno visibili in questa lista entro pochi giorni. Per chiarimenti vedi il progetto biografie. La lista contiene solo le 338 persone che sono citate nell'enciclopedia e per le quali è stato implementato correttamente il template Bio. Pagina aggiornata al 10 ago 2025. |

- 1º ottobre - Katie Aselton, attrice, regista e sceneggiatrice statunitense
- 1º ottobre - Nicole Atkins, cantautrice statunitense
- 1º ottobre - İlker Avcıbay, ex calciatore turco
- 1º ottobre - Giovanni Dozzini, scrittore e giornalista italiano
- 1º ottobre - Renata Fodor, schermitrice ungherese
- 1º ottobre - Alfredo Razón González, ex calciatore filippino
- 1º ottobre - Vito Palmieri, regista, sceneggiatore e produttore cinematografico italiano
- 1º ottobre - Aleksandar Pantić, ex calciatore serbo
- 1º ottobre - Aída de la Cruz, attrice e modella spagnola
- 2 ottobre - Lo'ai Al-Amaireh, ex calciatore giordano
- 2 ottobre - Raffaella Cavalli, cantante italiana
- 2 ottobre - Nick Gomez, attore statunitense
- 2 ottobre - Ayumi Hamasaki, cantautrice, produttrice discografica e attrice giapponese
- 2 ottobre - Matt Hancock, politico britannico
- 2 ottobre - Marcel Maltritz, ex calciatore tedesco
- 2 ottobre - Kakhaber Mzhavanadze, ex calciatore georgiano
- 2 ottobre - Şule Şahbaz, ex sollevatrice turca
- 3 ottobre - Gerald Asamoah, ex calciatore ghanese
- 3 ottobre - Neil Clement, ex calciatore inglese
- 3 ottobre - Christian Coulson, attore britannico
- 3 ottobre - Ruth Grützbauch, astronoma austriaca
- 3 ottobre - Terezinha Guilhermina, atleta paralimpica brasiliana
- 3 ottobre - Monique Jansen, ex discobola olandese
- 3 ottobre - Claudio Pizarro, ex calciatore peruviano
- 3 ottobre - Vicente Principiano, ex calciatore argentino
- 3 ottobre - Ricardo Sérgio Rocha Azevedo, ex calciatore portoghese
- 3 ottobre - Jake Shears, cantante statunitense
- 3 ottobre - Shannyn Sossamon, attrice, musicista e ballerina statunitense
- 3 ottobre - Vienna Teng, cantautrice e musicista statunitense
- 4 ottobre - Soha Ali Khan, attrice indiana
- 4 ottobre - Haluk Bayraktar, dirigente d'azienda turco
- 4 ottobre - Henrich Benčík, ex calciatore slovacco
- 4 ottobre - Alberto Busnari, ex ginnasta e militare italiano
- 4 ottobre - Garrett Camp, imprenditore canadese
- 4 ottobre - Dana Davis, attrice e doppiatrice statunitense
- 4 ottobre - Phillip Glasser, attore e produttore cinematografico statunitense
- 4 ottobre - Go Soo, attore sudcoreano
- 4 ottobre - Alexander Herr, ex saltatore con gli sci tedesco
- 4 ottobre - Vladimir Jerónimo, ex cestista angolano
- 4 ottobre - Alfonso Pinto, pugile italiano
- 4 ottobre - Mahamadou Sidibé, ex calciatore maliano
- 4 ottobre - Pace Wu, modella, attrice e cantante taiwanese
- 5 ottobre - Gustavo Biscayzacú, allenatore di calcio e ex calciatore uruguaiano
- 5 ottobre - Fabien Boudarène, ex calciatore francese
- 5 ottobre - Jürgen Brähmer, pugile tedesco
- 5 ottobre - Prince Ikpe Ekong, ex calciatore nigeriano
- 5 ottobre - Mark Gower, ex calciatore inglese
- 5 ottobre - Mirko Lang, attore tedesco
- 5 ottobre - Hamad Ndikumana, calciatore ruandese († 2017)
- 5 ottobre - Jesse Palmer, ex giocatore di football americano canadese
- 5 ottobre - Lindsey Pearlman, attrice statunitense († 2022)
- 5 ottobre - Julio César Suazo, ex calciatore honduregno
- 5 ottobre - Zhou Rui, schermidore cinese
- 6 ottobre - Andrea Bettinelli, altista italiano
- 6 ottobre - Samara Felippo, attrice televisiva e attrice cinematografica brasiliana
- 6 ottobre - Ricky Hatton, ex pugile, dirigente sportivo e allenatore di pugilato britannico
- 6 ottobre - Carl Hoefkens, allenatore di calcio e ex calciatore belga
- 6 ottobre - Liu Yang, astronauta cinese
- 6 ottobre - Jamahl Mosley, allenatore di pallacanestro e ex cestista statunitense
- 6 ottobre - Carmelo Pipitone, chitarrista e cantautore italiano
- 6 ottobre - Valesca Popozuda, cantante e ballerina brasiliana
- 6 ottobre - Veronica Rossi, schermitrice italiana
- 6 ottobre - Victoria Spartz, politica ucraina
- 6 ottobre - The Niro, cantautore italiano
- 6 ottobre - Astrida Vicente, ex cestista angolana
- 7 ottobre - Alison Balsom, trombettista britannica
- 7 ottobre - João Benedito, ex giocatore di calcio a 5 portoghese
- 7 ottobre - Omar Benson Miller, attore statunitense
- 7 ottobre - Mario Bermejo, ex calciatore spagnolo
- 7 ottobre - Alesha Dixon, cantante e personaggio televisivo britannica
- 7 ottobre - Hattie Morahan, attrice britannica
- 7 ottobre - Troy Ostler, ex cestista statunitense
- 7 ottobre - Pietro Piro, saggista italiano
- 7 ottobre - Nathaniel Rateliff, cantautore statunitense
- 7 ottobre - Simon Schoch, snowboarder svizzero
- 7 ottobre - DJ Tatana, disc-jockey ceca
- 7 ottobre - Vincenzo Turturro, arcivescovo cattolico italiano
- 7 ottobre - Tony Way, attore britannico
- 8 ottobre - Marc Colombo, ex giocatore di football americano statunitense
- 8 ottobre - Antonino D'Agostino, calciatore italiano
- 8 ottobre - Angelo Dolfini, ex pattinatore artistico su ghiaccio italiano
- 8 ottobre - Marius Iordache, ex calciatore rumeno
- 8 ottobre - Gary McCutcheon, ex calciatore scozzese
- 8 ottobre - Mick O'Driscoll, ex rugbista a 15 irlandese
- 8 ottobre - Mario Watler, ex calciatore britannico
- 9 ottobre - Denis Abyšev, allenatore di calcio a 5 e ex giocatore di calcio a 5 russo
- 9 ottobre - Nicky Byrne, cantante e ex calciatore irlandese
- 9 ottobre - Andrés D'Alessandro, ex giocatore di calcio a 5 uruguaiano
- 9 ottobre - Juan Dixon, ex cestista e allenatore di pallacanestro statunitense
- 9 ottobre - Tarek El-Sayed, allenatore di calcio e ex calciatore egiziano
- 9 ottobre - Oscar Ewolo, ex calciatore congolese (Repubblica del Congo)
- 9 ottobre - Rami Hakanpää, ex calciatore finlandese
- 9 ottobre - Sergej Ivanov, ex giocatore di calcio a 5 russo
- 9 ottobre - Kumiko Kashiwagi, ex sciatrice alpina giapponese
- 9 ottobre - Kristy Kowal, nuotatrice statunitense
- 9 ottobre - Emma McClarkin, politica britannica
- 9 ottobre - Lee McConnell, ex velocista e ostacolista britannica
- 9 ottobre - Miguel Miranda, ex cestista portoghese
- 9 ottobre - Rossa, cantante indonesiana
- 10 ottobre - Richard Ackon, ex calciatore ghanese
- 10 ottobre - Fabio Ciconte, ambientalista e scrittore italiano
- 10 ottobre - Kenneth Dokken, allenatore di calcio e ex calciatore norvegese
- 10 ottobre - Caroline Evers-Swindell, canottiera neozelandese
- 10 ottobre - Georgina Evers-Swindell, canottiera neozelandese
- 10 ottobre - Francisco Huaiquipán, ex calciatore cileno
- 10 ottobre - Aymeric Jeanneau, ex cestista francese
- 10 ottobre - Inga Kvasņika, ex cestista lettone
- 10 ottobre - Luciano Henrique, ex calciatore brasiliano
- 10 ottobre - George Mallia, ex calciatore maltese
- 10 ottobre - Leo Moracchioli, musicista, polistrumentista e produttore discografico norvegese
- 10 ottobre - Jodi Lyn O'Keefe, attrice e modella statunitense
- 10 ottobre - Marko Salminen, copilota di rally finlandese
- 10 ottobre - Ahmed Shaaban, ex calciatore egiziano
- 11 ottobre - Wes Chatham, attore statunitense
- 11 ottobre - Matthew Conger, arbitro di calcio neozelandese
- 11 ottobre - Carlos Manuel Gonçalves Alonso, ex calciatore angolano
- 11 ottobre - Reinfried Herbst, ex sciatore alpino austriaco
- 11 ottobre - Takuya Kawaguchi, ex calciatore giapponese
- 11 ottobre - Igor Kralevski, ex calciatore macedone
- 11 ottobre - Mauro Sérgio Viriato Mendes, ex calciatore brasiliano
- 12 ottobre - Baden Cooke, ex ciclista su strada e pistard australiano
- 12 ottobre - Georg Hettich, ex combinatista nordico tedesco
- 12 ottobre - Selver Hodžić, ex calciatore bosniaco
- 12 ottobre - Marko Jarić, ex cestista serbo
- 12 ottobre - Kim Young-geun, ex calciatore sudcoreano
- 12 ottobre - Natal'ja Kudrjašova, attrice, regista e sceneggiatrice russa
- 12 ottobre - Manuchar Kvirkvelia, ex lottatore georgiano
- 12 ottobre - Japtheth Waweru, ex calciatore keniota
- 12 ottobre - Konstrakta, cantante serba
- 13 ottobre - Norberto Araujo, ex calciatore argentino
- 13 ottobre - Binia Beeli, giocatrice di curling svizzera
- 13 ottobre - Eduardo Buenavista, maratoneta, mezzofondista e siepista filippino
- 13 ottobre - Ellen Estes, ex pallanuotista statunitense
- 13 ottobre - Marie Ferdinand, ex cestista statunitense
- 13 ottobre - Markus Heikkinen, ex calciatore finlandese
- 13 ottobre - Ervin Hoxha, poliziotto e politico albanese
- 13 ottobre - Annalisa Insardà, attrice italiana
- 13 ottobre - Denis Jur'evič Logunov, microbiologo russo
- 13 ottobre - Petrit Malaj, politico albanese
- 13 ottobre - Gisbel Morales, ex calciatore cubano
- 13 ottobre - Jermaine O'Neal, ex cestista statunitense
- 13 ottobre - Aubrey Reese, ex cestista e allenatore di pallacanestro statunitense
- 13 ottobre - Jan Šimák, ex calciatore ceco
- 14 ottobre - Justin Lee Brannan, cantante e chitarrista statunitense
- 14 ottobre - Maki Eguchi, ex cestista giapponese
- 14 ottobre - Allison Forsyth, ex sciatrice alpina canadese
- 14 ottobre - Paul Hunter, giocatore di snooker britannico († 2006)
- 14 ottobre - Mareile Bettina Moeller, attrice e doppiatrice tedesca
- 14 ottobre - Usher, cantautore, ballerino e attore statunitense
- 14 ottobre - Kathleen Rubins, ex astronauta statunitense
- 14 ottobre - Juan Samudio, ex calciatore paraguaiano
- 14 ottobre - Alonso Solís, ex calciatore costaricano
- 14 ottobre - Steven Howard Thompson, ex calciatore scozzese
- 14 ottobre - Javon Walker, giocatore di football americano statunitense
- 15 ottobre - Boško Balaban, ex calciatore croato
- 15 ottobre - Chris Brown, velocista bahamense
- 15 ottobre - Sergio Comba, ex calciatore argentino
- 15 ottobre - Jens Gustafsson, allenatore di calcio e ex calciatore svedese
- 15 ottobre - Vasif Haqverdiyev, ex calciatore azero
- 15 ottobre - Wes Moore, politico, banchiere e scrittore statunitense
- 15 ottobre - Davide Rigamonti, fumettista italiano
- 15 ottobre - Sebu Simonian, cantante, tastierista e produttore discografico statunitense
- 15 ottobre - Kirsi Välimaa, ex fondista finlandese
- 15 ottobre - Katharina Wackernagel, attrice tedesca
- 16 ottobre - Barbara Andolina, ex judoka italiana
- 16 ottobre - Peter Cklamovski, allenatore di calcio e ex calciatore australiano
- 16 ottobre - Borja Comenge, allenatore di pallacanestro e dirigente sportivo spagnolo
- 16 ottobre - Gianluca Comotto, dirigente sportivo e ex calciatore italiano
- 16 ottobre - David Elitch, batterista statunitense
- 16 ottobre - Nina Aleksandrovna Kapcova, ballerina russa
- 16 ottobre - Lynn Pride, ex cestista statunitense
- 16 ottobre - Martin Telser, ex calciatore liechtensteinese
- 17 ottobre - Milagros Cabral, pallavolista dominicana
- 17 ottobre - Isabel Díaz Ayuso, politica e giornalista spagnola
- 17 ottobre - Alireza Farshi, informatico e attivista iraniano
- 17 ottobre - Jerry Flannery, ex rugbista a 15, allenatore di rugby a 15 e preparatore atletico irlandese
- 17 ottobre - Lars Hirschfeld, ex calciatore canadese
- 17 ottobre - Pablo Iglesias Turrión, politologo e politico spagnolo
- 17 ottobre - Erin Karpluk, attrice canadese
- 17 ottobre - Tatiana Lisanti, giornalista e conduttrice televisiva italiana
- 17 ottobre - Kevin Lisbie, ex calciatore giamaicano
- 17 ottobre - Simone Prutsch, giocatrice di badminton austriaca
- 17 ottobre - Sandro Schwarz, allenatore di calcio e ex calciatore tedesco
- 17 ottobre - Ági Szalóki, cantante ungherese
- 18 ottobre - Michael Branch, ex calciatore inglese
- 18 ottobre - Frank Casañas, discobolo cubano
- 18 ottobre - Jeff Clarke, ex calciatore canadese
- 18 ottobre - Jorge Coelho, ex cestista portoghese
- 18 ottobre - Marcus Coloma, attore statunitense
- 18 ottobre - Neil Critchley, allenatore di calcio e ex calciatore inglese
- 18 ottobre - José Pedro Alves Salazar, ex calciatore portoghese
- 18 ottobre - Dağhan Külegeç, attore turco
- 18 ottobre - Olivia Lewis, cantante maltese
- 18 ottobre - Minoru Shiraishi, doppiatore, conduttore radiofonico e cantante giapponese
- 18 ottobre - Mike Tindall, ex rugbista a 15 e allenatore di rugby britannico
- 18 ottobre - Cristian Todea, allenatore di calcio e ex calciatore romeno
- 18 ottobre - Alexis Viera, ex calciatore uruguaiano
- 18 ottobre - Frauenarzt, rapper tedesco
- 19 ottobre - Enrique Bernoldi, ex pilota automobilistico brasiliano
- 19 ottobre - Hortense Béwouda, ex velocista camerunese
- 19 ottobre - Ruslan Chagayev, ex pugile uzbeko
- 19 ottobre - Lee Isaac Chung, regista e sceneggiatore statunitense
- 19 ottobre - Clint Hill, ex calciatore inglese
- 19 ottobre - Vincent Macaigne, attore, regista e drammaturgo francese
- 19 ottobre - Armand Ossey, ex calciatore gabonese
- 19 ottobre - Nicolás Peric, ex calciatore cileno
- 19 ottobre - Steffen Radochla, dirigente sportivo e ex ciclista su strada tedesco
- 19 ottobre - Tulipa Ruiz, cantautrice e illustratrice brasiliana
- 19 ottobre - Henri Sorvali, tastierista e chitarrista finlandese
- 19 ottobre - Vanessa Viola, modella, conduttrice televisiva e attrice italiana
- 19 ottobre - Kotaro Yamazaki, ex calciatore giapponese
- 20 ottobre - George Abbey, ex calciatore nigeriano
- 20 ottobre - Alberto Ammann, attore argentino
- 20 ottobre - Andy Dawson, allenatore di calcio e ex calciatore inglese
- 20 ottobre - Sandro Fabbiani, pallavolista italiano
- 20 ottobre - Tomohiko Itō, regista giapponese
- 20 ottobre - Venke Knutson, cantante norvegese
- 20 ottobre - Mike Levin, politico statunitense
- 20 ottobre - Robert Maras, ex cestista e allenatore di pallacanestro tedesco
- 20 ottobre - Dionne Quan, attrice e doppiatrice statunitense
- 20 ottobre - Anthony Taylor, arbitro di calcio inglese
- 20 ottobre - Rodrigo Alejandro Vargas, ex calciatore australiano
- 21 ottobre - Giosuè Bonomi, ex ciclista su strada italiano
- 21 ottobre - Joanna Dworakowska, scacchista polacca († 2024)
- 21 ottobre - Will Estes, attore statunitense
- 21 ottobre - Joey Harrington, ex giocatore di football americano statunitense
- 21 ottobre - Henrik Klingenberg, tastierista finlandese
- 21 ottobre - Lee Sun-hee, ex taekwondoka sudcoreana
- 21 ottobre - Michael McMillian, attore statunitense
- 22 ottobre - Christoffer Andersson, allenatore di calcio e ex calciatore svedese
- 22 ottobre - Danny Cowley, allenatore di calcio inglese
- 22 ottobre - Ignacio Fernández Rouyet, allenatore di rugby a 15 e ex rugbista a 15 argentino
- 22 ottobre - Formiga, ex giocatore di calcio a 5 portoghese
- 22 ottobre - Dion Glover, ex cestista e allenatore di pallacanestro statunitense
- 22 ottobre - Martin Kroisleitner, allenatore di sci alpino e ex sciatore alpino austriaco
- 22 ottobre - Ricardo Monasterio, nuotatore venezuelano
- 22 ottobre - Julien Nsengiyumva, ex calciatore ruandese
- 22 ottobre - Chaswe Nsofwa, calciatore zambiano († 2007)
- 22 ottobre - Seo Deok-kyu, ex calciatore sudcoreano
- 22 ottobre - Zuzanna Szadkowski, attrice polacca
- 23 ottobre - Jimmy Bullard, ex calciatore e personaggio televisivo inglese
- 23 ottobre - Jana Dement'jeva, canottiera ucraina
- 23 ottobre - Juan Pablo Gianini, pilota motociclistico argentino
- 23 ottobre - Wayne Julies, rugbista a 15 sudafricano
- 23 ottobre - Anthony Mathenge, ex calciatore keniota
- 23 ottobre - Léo Moura, ex calciatore brasiliano
- 23 ottobre - Simone Sarasso, scrittore italiano
- 23 ottobre - Archie Thompson, ex calciatore australiano
- 23 ottobre - Wang Nan, tennistavolista cinese
- 24 ottobre - Mire Chatman, ex cestista statunitense
- 24 ottobre - Carlos Edwards, allenatore di calcio e ex calciatore trinidadiano
- 24 ottobre - Kelvin Gibbs, ex cestista statunitense
- 24 ottobre - Damon Ming, calciatore britannico
- 24 ottobre - Seth Moulton, politico e militare statunitense
- 24 ottobre - Szilvia Szabó, canoista ungherese
- 25 ottobre - An Yong-hak, ex calciatore nordcoreano
- 25 ottobre - Russell Anderson, ex calciatore scozzese
- 25 ottobre - Jair García, ex calciatore messicano
- 25 ottobre - Ronny Karlsen, ex cestista norvegese
- 25 ottobre - Zachary Knighton, attore statunitense
- 25 ottobre - David T. Little, compositore e batterista statunitense
- 25 ottobre - Bobby Madden, arbitro di calcio scozzese
- 25 ottobre - Robert Mambo Mumba, allenatore di calcio e ex calciatore keniota
- 25 ottobre - Matt Shirvington, ex velocista australiano
- 25 ottobre - Vitalij Smirnov, ex multiplista uzbeko
- 25 ottobre - Eleonora Staniszewska, ex pallavolista polacca
- 26 ottobre - Tyondai Braxton, musicista, compositore e cantante statunitense
- 26 ottobre - CM Punk, wrestler e ex artista marziale misto statunitense
- 26 ottobre - Wynn Everett, attrice e scrittrice statunitense
- 26 ottobre - Eva Kailī, politica greca
- 26 ottobre - Stefano Morrone, allenatore di calcio e ex calciatore italiano
- 26 ottobre - Antonio Pierce, ex giocatore di football americano e allenatore di football americano statunitense
- 26 ottobre - Patrick Rissmiller, ex hockeista su ghiaccio statunitense
- 26 ottobre - Jac Schaeffer, sceneggiatrice e regista statunitense
- 26 ottobre - Salim Sdiri, lunghista francese
- 26 ottobre - Tetjana Šynkarenko, ex pallamanista ucraina
- 27 ottobre - John Capel, ex velocista e giocatore di football americano statunitense
- 27 ottobre - Bora Dağtekin, regista e sceneggiatore tedesco
- 27 ottobre - Gylfi Einarsson, ex calciatore islandese
- 27 ottobre - João Fajardo, ex calciatore portoghese
- 27 ottobre - Sergej Samsonov, ex hockeista su ghiaccio russo
- 27 ottobre - Vanessa-Mae, violinista e ex sciatrice alpina thailandese
- 27 ottobre - Jhon Viáfara, ex calciatore colombiano
- 28 ottobre - Justin Guarini, cantautore e attore teatrale statunitense
- 28 ottobre - Gwendoline Christie, attrice britannica
- 28 ottobre - Byron Donalds, politico statunitense
- 28 ottobre - Stanislav Gron, hockeista su ghiaccio slovacco
- 28 ottobre - Martina Gusmán, attrice e produttrice cinematografica argentina
- 28 ottobre - Lara-Joy Körner, attrice tedesca
- 28 ottobre - Enzo Maraio, politico italiano
- 28 ottobre - Elena Milašina, giornalista russa
- 28 ottobre - Marta Etura, attrice spagnola
- 28 ottobre - Marietje Schaake, politica e giornalista olandese
- 28 ottobre - Maren Walseth, ex cestista e allenatrice di pallacanestro statunitense
- 29 ottobre - Rob Aston, rapper statunitense
- 29 ottobre - Pippo Crotti, attore e comico italiano
- 29 ottobre - Wálter Flores, allenatore di calcio e ex calciatore boliviano
- 29 ottobre - Martin Lel, maratoneta keniota
- 29 ottobre - Kelly Smith, allenatrice di calcio e ex calciatrice inglese
- 29 ottobre - So Min-chol, ex calciatore nordcoreano
- 29 ottobre - Marco Zullo, politico italiano
- 29 ottobre - Alwin de Prins, ex nuotatore lussemburghese
- 30 ottobre - Andrea Boeykens, ex cestista argentina
- 30 ottobre - Valentina Borrelli, pallavolista italiana
- 30 ottobre - Cristina Castaño, attrice spagnola
- 30 ottobre - Massimo Cavalletti, baritono italiano
- 30 ottobre - Giannīs Chlōros, ex calciatore greco
- 30 ottobre - Sergej Gubarev, pallanuotista kazako
- 30 ottobre - David Hahn, inventore statunitense († 2016)
- 30 ottobre - Ko Jong-soo, allenatore di calcio e ex calciatore sudcoreano
- 30 ottobre - Sara Marcaggi, ex cestista italiana
- 30 ottobre - Jessica Marquez, cantante francese
- 30 ottobre - Archie Miller, allenatore di pallacanestro e ex cestista statunitense
- 30 ottobre - Matthew Morrison, attore, cantante e ballerino statunitense
- 30 ottobre - Shin'ichi Nakatomi, pilota motociclistico giapponese
- 30 ottobre - Manolo Pestrin, allenatore di calcio e ex calciatore italiano
- 30 ottobre - Gerardo Seoane, allenatore di calcio e ex calciatore svizzero
- 30 ottobre - Scott Sorry, bassista statunitense
- 30 ottobre - Bruce Straley, autore di videogiochi, artista e designer statunitense
- 30 ottobre - Péter Szijjártó, politico ungherese
- 30 ottobre - James Kibocha Theuri, maratoneta e mezzofondista francese
- 30 ottobre - Dennis Wolf, culturista tedesco
- 30 ottobre - Elisângela de Oliveira, pallavolista brasiliana
- 31 ottobre - Antonello Capuano, compositore, arrangiatore e chitarrista italiano
- 31 ottobre - Chris Cooper, giocatore di baseball statunitense († 2023)
- 31 ottobre - Filip Daems, ex calciatore belga
- 31 ottobre - Annalisa Favetti, attrice italiana
- 31 ottobre - Franck Gastambide, attore, regista e sceneggiatore francese
- 31 ottobre - Jesper Ganslandt, regista e sceneggiatore svedese
- 31 ottobre - Inka Grings, ex calciatrice e allenatrice di calcio tedesca
- 31 ottobre - Brian Hallisay, attore statunitense
- 31 ottobre - Emmanuel Izonritei, pugile nigeriano
- 31 ottobre - Julian Oliver Mazzariello, pianista inglese
- 31 ottobre - Pierpaolo Ragusa, ex pallamanista italiano
- 31 ottobre - Marek Saganowski, ex calciatore polacco
- 31 ottobre - Humberto Foguinho, ex calciatore brasiliano
- 31 ottobre - Martin Verkerk, ex tennista olandese
- 31 ottobre - Mehmet Özal, ex lottatore turco